# Monogrammist IP

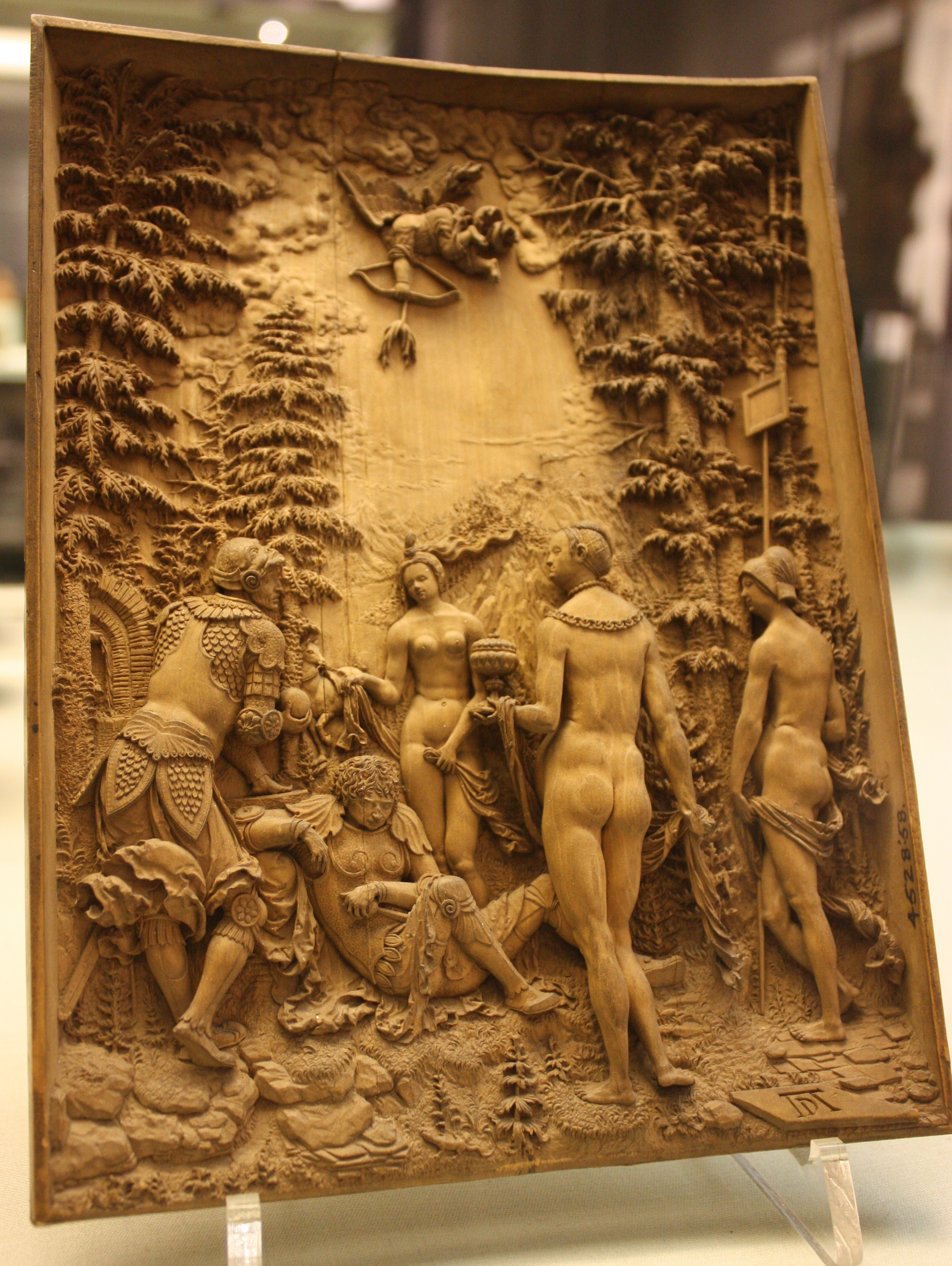
Das Urteil des Paris, wahrscheinlich von Meister IP, Salzburg, Passau oder Regensburg, c. 1530

Der Monogrammist IP oder Meister IP (* um 1490; tätig bis nach 1530) war ein deutscher Bildschnitzer.

## Leben und Werk
Der Monogrammist IP ist für das zweite Jahrzehnt des 16. Jahrhunderts in der Handelsstadt Passau anzunehmen. Ein Kontakt zum Hofmaler des Bischofs von Passau, Wolf Huber, ist auf Grund der benutzten Handzeichnungen Hubers in den Werken des Monogrammisten IP nachzuweisen. Möglicherweise ist er identisch mit dem Meister der Irrsdorfer Altarflügel.
Die druckgrafischen Vorlagen, die in der Werkstatt des Monogrammisten IP für dessen Entwürfe zur Verfügung standen, stammen von zeitgenössischen Künstlern wie Albrecht Dürer, Albrecht Altdorfer, Lucas Cranach der Ältere und aus der Cranach-Werkstatt sowie von Michael Ostendorfer. Benutzte Ornamentvorlagen verweisen weiterhin auf Vorlagen von Nürnberger Kleinmeistern.
Der Monogrammist IP war einer der bedeutendsten Kleinmeister seiner Zeit im süddeutschen Sprachraum und führte darüber hinaus auch Altaraufträge aus. Er wird der Donauschule zugerechnet.  Das ikonografische Programm der Altäre seiner Werkstatt zeigt, dass es sich bei diesem Bildschnitzer um einen humanistisch gebildeten Künstler handelt, der von der theologischen Richtung geprägt war, die das christliche Denken des Humanismus bestimmt hat. Der Mensch steht in den Darstellungen des Monogrammisten IP im Vordergrund. Stilistisch ist der Monogrammist IP in Bezug auf die Retabelform und Dekorationsweise dem Stil der Renaissance verpflichtet.

## Werke
Mit IP signierte Werke:

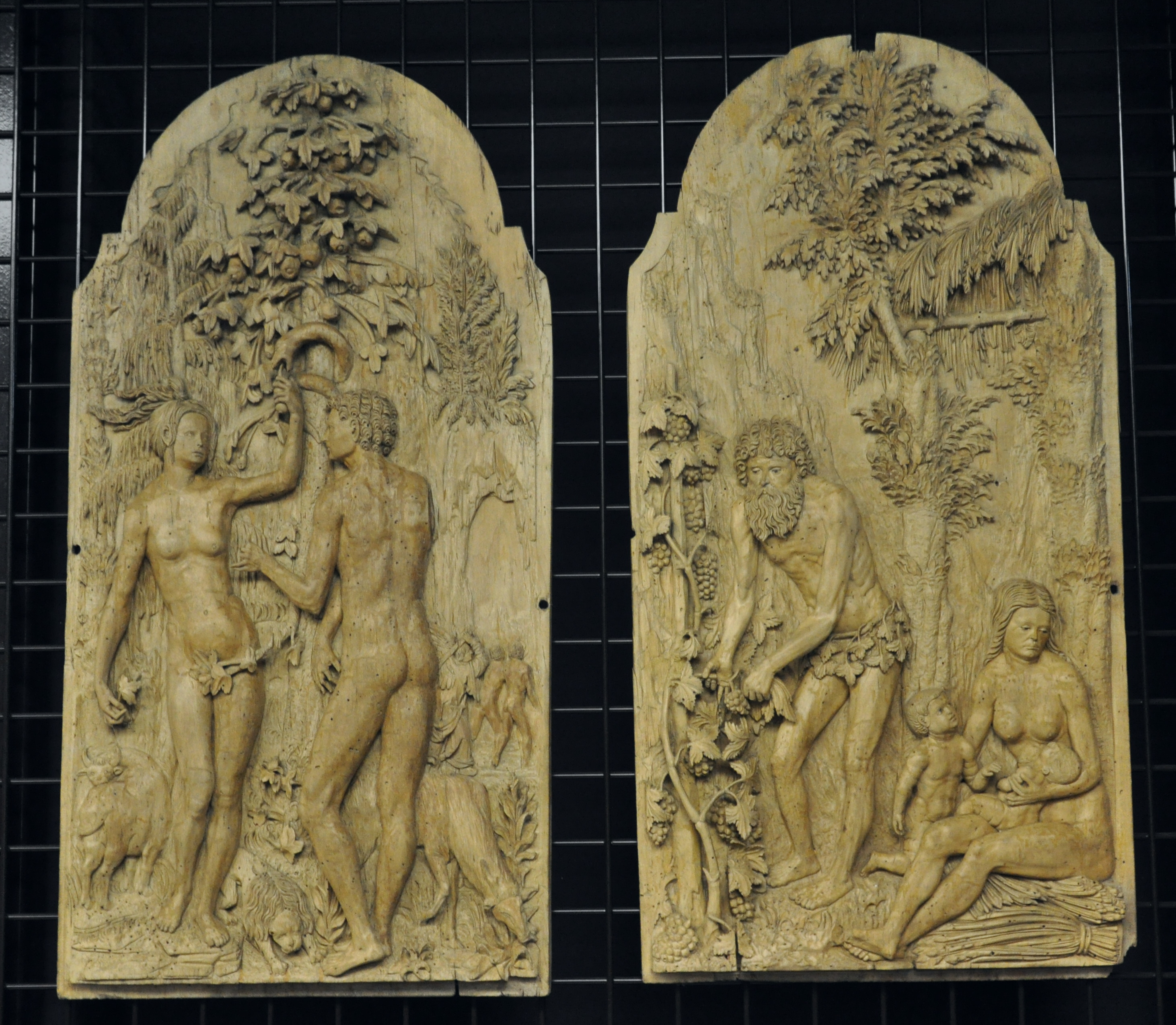
Sündenfall / Verlorenes Paradies, Meister IP (Umkreis), Liebieghaus, Frankfurt am Main, Inv. Nr. 587 und 430

- Beweinung: Relief, Birnbaumholz, um 1525, 19,5 × 15,5 cm (St. Petersburg, Eremitage, Inv.-Nr. N. sk. 1540)
- Heimsuchung: Relief, Birnbaumholz, um 1523, 14 × 11 cm (Prag, Nationalgalerie, Inv.-Nr. P5197)
- Sündenfall: Relief, Birnbaumholz, 1521, 16 × 12,5 cm (Wien, Österreichische Galerie, Inv.-Nr. 4867)

Zugeschriebene Werke (Auswahl):
- Annenaltar: Lindenholz, um 1523, 194 × 166 cm (Krumau/Cesky Krumlov, Schloss, Inv.-Nr. 9342)
- Epitaphaltar aus Zlíchov: Lindenholz, nach 1526 (Prag, Nationalgalerie, Inv.-Nr. P4673 - P4677, VP 772 - VP 776)
- Gliederpuppenpaar: Vollplastik, Buchsbaumholz, um 1525, Höhe 23 cm (Innsbruck, Tiroler Landesmuseum, Inv.-Nr. P 415, P 416)
- Johannesaltar: Birnbaumholz, nach 1530, ca. 5,90 m (Prag, Teynkirche)
- Marter des Hl. Sebastian: Vollplastik, Birnbaumholz, nach 1525, 20,5 × 20 cm (Berlin, Staatliche Museen zu Berlin, Inv.-Nr. M 44)
- Sündenfall: Relief, Birnbaumholz, nach 1525, 62,5 × 46,5 cm (Gotha, Schlossmuseum Friedenstein, Inv.-Nr. 1204/P29)
- Sündenfall: Relief, Birnbaumholz, um 1530, 19,9 × 16,5 cm (Wien, Kunsthistorisches Museum, Inv.-Nr. 3984)